# آوان-آرینج
آوان-آرینج(به ارمنی: Ավան-Առինջ) محله‌ای است واقع در ناحیه آوان شهر ایروان در کشور ارمنستان.